# 前114年
| 千纪： | 前1千纪 |
| 世纪： | 前3世纪 \| 前2世纪 \| 前1世纪                                                                                         |
| 年代： | 前140年代 \| 前130年代 \| 前120年代 \| 前110年代 \| 前100年代 \| 前90年代 \| 前80年代                                 |
| 年份： | 前119年 \| 前118年 \| 前117年 \| 前116年 \| 前115年 \| 前114年 \| 前113年 \| 前112年 \| 前111年 \| 前110年 \| 前109年 |
| 纪年： | 西汉元鼎三年 |

## 大事记
- 西漢分北地郡置，設置安定郡，治高平城（今原州區）。

## 逝世
- 張騫——中國西漢的外交家與探險家，絲路的開拓者，享年81歲